# Oscilação de Allerød
A Oscilação de Allerød é uma fase de oscilação climática, em que o clima tornou-se temperado, dentro da terceira glaciação de Würm (Würm III), no Paleolítico Superior, que abrange aproximadamente o período de 13,900 to 12,900 a.C.
Neste período, as temperaturas subiram para níveis semelhantes aos que temos agora. A vegetação cresceu e colonizou áreas ocupadas por geleiras e o nível do mar subiu cerca de 60 metros.
No final deste período, veio um breve retorno do frio, para logo mudar para o clima atual.
Foi batizado com o nome da cidade de Allerød na Dinamarca, onde foram identificados pela primeira vez depósitos de sedimentos criados durante esse período.
Neste período anteceder, Dryas antigo e suceder, Dryas recente.